# Carol Lynley
Carol Lynley (nacida como Carole Ann Jones, Nueva York, 13 de febrero de 1942-Los Ángeles, 3 de septiembre de 2019) fue una actriz cinematográfica y televisiva estadounidense. Durante su carrera fue nominada en una ocasión al Premio Globo de Oro.

## Carrera
Fue hija de Cyril Jones y Frances Peltch. Empezó su carrera en TV shows, en los años 1950-1960, como Goodyear Television Playhouse, General Electric Theater, Shirley Temple's Storybook, Alcoa Premiere, The Merv Griffin Show, The Tonight Show o Bob Hope Presents the Chrysler Theatre. 
En 1961 tuvo un papel secundario en el western El último atardecer, de Robert Aldrich y junto a Rock Hudson; en 1963 rodó con Otto Preminger en El cardenal y participó en la primera película de Franklin J. Schaffner, futuro responsable de El planeta de los simios; en 1965 actuó como coprotagonista en el filme de Otto Preminger El rapto de Bunny Lake, junto a Laurence Olivier y Keir Dullea. En 1972 actuó en la película La aventura del Poseidón con Gene Hackman, en 1977 protagonizó Bad Georgia Road con Gary Lockwood, en 1979 en The Shape of Things to Come, un filme de ciencia ficción.
En los años 1980 actuó en películas como Me olvidé de vivir, protagonizada por el cantante Julio Iglesias; El Vigilante; Hammer House of Mystery and Suspense Tv; Dark Tower; Balboa, junto a Tony Curtis y Blackout. En los años 1990 protagonizó Howling VI: The Freaks, filme de terror de 1991 y Drowning on Dry Land (1999) con Barbara Hershey. Sus últimos trabajos fueron A Light in the Forest (2002) y el cortometraje Vic (2006).
Como actriz teatral, se mantuvo activa en Broadway entre las décadas de 1950 y 1970.

## Series de TV
Carol pasó como invitada en series de televisión como: The Alfred Hitchcock Hour, El virginiano, El agente de Cipol, The Big Valley, Los invasores, El F.B.I. en acción, El inmortal, Mannix, Sexto sentido, El mago, La mujer policía, Los ángeles de Charlie, La Isla de la Fantasía, Kojak, Vacaciones en el mar, Hotel, The Fall Guy, Hart to Hart, entre otras muchas.

## Vida personal
Carol Lynley mantuvo durante décadas gran dedicación a su carrera y a su familia, sin que su vida fuera motivo de mayores escándalos; en palabras de la propia actriz: «Nunca he estado implicada en un escándalo. Nunca me han pillado corriendo desnuda por una autopista. No he intentado disparar a nadie. Nadie ha intentado dispararme a mí. Mi hijo es legítimo... Nunca he estado en la Betty Ford (clínica de rehabilitación de adicciones)... no he hecho porno... no he tenido adicción a las drogas... He sobrevivido a tres de mis doctores. Así que si vas a escribir un libro jugoso, tengo un problema».
Falleció el 3 de septiembre de 2019 a la edad de 77 años debido a un infarto de miocardio.

## Filmografía parcial
Cine
- The Light in the Forest (1958)
- Vacaciones para enamorados (1959)
- Blue Denim (1959)
- Regreso a Peyton Place (Return to Peyton Place, 1961), de José Ferrer
- El último atardecer (The Last Sunset, 1961), de Robert Aldrich
- Rosas perdidas (The Stripper, 1963), de Franklin J. Schaffner
- Adán también tenía su manzana (Under the Yum Yum Tree, 1963), de David Swift
- El cardenal (1963), de Otto Preminger
- Shock Treatment (1964)
- Another World (1964)
- The Pleasure Seekers (1964)
- Harlow (1965)
- El rapto de Bunny Lake (Bunny Lake is Missing, 1965), de Otto Preminger
- ¿Por qué lloras, Susan? (1967)
- Ruta peligrosa (1967)
- No beses a un extraño (1969)
- Qué muertos más divertidos (1969)
- Norwood (1970)
- La aventura del Poseidón (1972), de Ronald Neame
- Cotter (1973)
- El club de los cuatro ases (The Four Deuces, 1975)
- The Washington Affair (1977)
- Bad Georgia Road (1977)
- El mundo que viene (1979)
- Me olvidé de vivir (1980)
- Vigilante (1983)
- Blackout (1988)
- Dark Tower (1989)
- Drowning on Dry Land (1999)
- A Light in the Forest (2003)

Televisión
- Alfred Hitchcock presenta (1957)
- Shirley Temple's Storybook (1958)
- La hora de Alfred Hitchkock (1962)
- The Dick Powell Show (1963)
- Bob Hope Presents the Chrysler Theatre (1965-1966)
- Alma de acero (1966)
- El agente de CIPOL (1967)
- Los invasores (1967)
- El F.B.I (1967)
- Journey to the Unknown (1968)
- The Big Valley (1968)
- Shadow in the Land (1968)
- The Smugglers (1968)
- Ladrón sin destino (1969)
- Los nuevos médicos (1970)
- Juego mortífero (1970)
- Weekend of Terror (1970)
- Mannix (1971)
- Una historia alucinante (1972)
- Night Gallery (1972)
- Orson Welles' Great Mysteries (1973)
- El mago (1974)
- The Evil Touch (1974)
- Death Stalk (1975)
- La mujer policía (1976)
- Inundación (1976)
- Kojak (1977)
- Having Babies II (1977)
- La Isla de la Fantasía (1977-1984)
- Hawaii 5-0 (1978)
- Sword of Justice (1978)
- Los ángeles de Charlie (1980)
- Hart y Hart (1981)
- The Fall Guy (1983)
- Hotel (1983)
- Balboa (1983)
- Misterio (1984)
- En busca de amores perdidos (1984)
- Tensión en la noche (1987)
- Monsters (1990)